# John Mayhew
John Mayhew (27 de marzo de 1947 - 26 de marzo de 2009) fue el tercer baterista (percusión, voces) de la banda de rock progresivo Genesis, 
entre septiembre de 1969 y julio de 1970. Reemplazó al anterior baterista John Silver en agosto de 1969. Mayhew aparece en el álbum Trespass así como también en el álbum de colección Genesis Archive 1967-75. Fue reemplazado en agosto de 1970 por Phil Collins.

## Carrera
Mayhew creció en Ipswich junto a su hermano Paul quien era unos diez años mayor que el. Sus padres se separaron y John, quien para ese entonces se encontraba en su adolescencia, se fue con su padre. Luego de eso vio muy poco a su hermano, que se quedó con su madre. Heredó de su madre su amor por la música y tocó con bandas en la zona de Ipswich, como 'The Clique' y The Epics', mudándose a la zona de Londres a mediados de los sesenta. Un  Ex-'Clique' y 'Epics', Tony Coe, le recuerda bajarse de una furgoneta en Dean Street de Londres y decirle que estaba con su nuevo grupo Genesis y que tocaban en el club de jazz de Ronnie Scott del Soho por £40. 
A comienzos de 2009 su hermano Paul comenzó a buscarlo, después de no haber visto a John durante  18 años y teniendo poca relación con él desde comienzo de la década de 1970.

## Etapa en Genesis
Mayhew se unió a Genesis en el verano de 1969 para reemplazar al baterista saliente John Silver, que decidió dejar el grupo para matricularse en la Universidad de Cornel en los Estados Unidos para comenzar con sus estudios. A pesar de la leyenda que dice que Mayhew fue reclutado por medio de un anuncio en la revista Melody Maker, Mayhew dijo en una entrevista en 2006 que fue contactado por Mike Rutherford después de que el bajista encontrara su número de teléfono. Mayhew había dejado su teléfono por todo Londres hasta que alguien se lo pasó a Mike y este decidió llamarlo.
La banda estuvo impresionada por la apariencia de Mayhew con pelo largo y su profesionalismo, además del hecho de que trajo su propia batería con él. Además de ser un músico profesional, Mayhew también era carpintero. Instaló revestimiento y asientos adecuados en el transporte de la banda, una furgoneta que anteriormente había sido utilizada para repartir pan, así como también construyó la caja para un altavoz casero Leslie, que normalmente no se utilizaba en las actuaciones en vivo.
Se ganó la fama de bonachón entre sus compañeros de banda, cuando le ofrecieron un salario de £15 por semana por la nueva compañía discográfica Charisma, insistió en que £10 eran más que suficientes. Mayhew permaneció con Genesis hasta su salida en julio de 1970, cuando fue reemplazado por Phil Collins.
Posteriormente, Tony Banks afirmaría en una entrevista: «John no estaba a gusto con nosotros, simplemente no encajaba en el grupo. Todo lo que tocaba lo aprendía del resto de nosotros, (sobre todo de Anthony Phillips, guitarrista de la banda) y no creo que su mente formara parte de la banda». Peter Gabriel afirmó en una entrevista en 2007 que "John era bueno pero le costaba mucho aprender cosas, con lo cual nos hacía perder mucho tiempo. Necesitábamos alguien más creativo".
Cuando Phillips comunicó al resto que no seguiría (por miedo escénico a tocar en vivo, básicamente) y como era el miembro que más se involucraba en ampliar las partes de Mayhew, se decidió que John tendría que irse también del grupo en el verano de 1970. Así pues, los miembros restantes, Gabriel, Banks y Rutherford se pusieron a buscar un guitarrista y un batería al mismo tiempo.

## Post-Genesis
Nada más salir de Genesis, Mayhew volvió a su ciudad natal Ipswich donde se unió a una banda de rock local llamada Animal Farm. El grupo acabaría disolviéndose   poco después en 1972.
Poco se supo del paradero de John Mayhew después de ese episodio, siendo su vida un misterio para la mayoría de los fanes del grupo. Se decía que sus regalías por el álbum Trespass habían sido perdidas sin ser reclamadas, e incluso hubo especulaciones acerca de que estuviera muerto o desaparecido. En 1982, se mudó a Australia, donde eventualmente consiguió trabajo como carpintero, habiendo obtenido la ciudadanía australiana.
En 1989 regresó brevemente a Inglaterra para visitar a su madre enferma. En 2006, asistió a la convención de Genesis en Londres (junto a Anthony Phillips y Steve Hackett), e incluso tocó la batería junto a la banda en la canción «The Knife» del álbum Trespass. Aprovechando ese acontecimiento de la convención, Mayhew negoció con el grupo el cobro de los derechos de autor por su trabajo en Trespass, llegando a cobrar una cantidad importante.

## Muerte
Mayhew falleció por un problema cardíaco en Escocia el 26 de marzo de 2009, un día antes de su cumpleaños número 62. Estuvo trabajando como carpintero en una mueblería hasta el momento de su muerte. Paradójicamente, su hermano Paul que lo había estado buscando por tanto tiempo, nunca pudo reencontrarse con John.
Al enterarse de la muerte Tony Banks declaró: "lo sentimos mucho al enterarnos de la muerte de John Mayhew, que había aparecido en nuestras vidas hacía muy poco después de más de 30 años. Su paso por el grupo fue corto pero fue en una etapa muy crucial. Su contribución fue muy importante. Cómo le debimos parecer, no lo quiero ni pensar. Habíamos ido al mismo colegio, éramos como grupo dentro del grupo y éramos muy inexpertos. John era un poco mayor que nosotros, había tocado en otros grupos y sabía algo más de lo que era tocar en directo".